# 153 (число)
153 (сто пятьдесят три) — натуральное число, расположенное между числами 152 и 154.

## В математике
- 153 — нечётное трёхзначное число.
- Сумма цифр этого числа — 9
- Произведение цифр этого числа — 15
- Квадрат числа 153 — 23409
- 153 = 32 + 122

153, будучи семнадцатым треугольным числом, является суммой первых семнадцати чисел, а также суммой первых пяти факториалов 153 = 1! + 2! + 3! + 4! + 5! = 1 + 2 + 6 + 24 + 120.

### Евангелие и христианская нумерология
Нумерологический интерес к числу 153 связан с его упоминанием в Новом Завете. Одиннадцатый стих двадцать первой главы Евангелия от Иоанна, в которой воскресший Иисус является своим ученикам близ Тивериадского моря, гласит:

Симон Пётр пошёл и вытащил на землю сеть, наполненную большими рыбами, которых было сто пятьдесят три.
— Ин. 21:11
Ранние Отцы Церкви, особенно Августин Блаженный, рассуждали в связи с этим чудесным уловом о свойствах числа 153. Для Августина важно, что это (если использовать современную терминологию) семнадцатое треугольное число, то есть сумма всех положительных натуральных чисел от 1 до 17. Число же семнадцать он трактует как 10 + 7, где 10 — число заповедей, а семёрка символизирует Святой Дух (семь, согласно книге пророка Исаии — число духовных даров Ис. 11:2), без помощи которого невозможно следовать путём праведности (см. также семь добродетелей и семь дел милосердия). Св. Григорий Двоеслов интерпретировал число 153 как: 3×3×(10+7), где 3×3 — это «сильная вера в Троицу», 10 — число заповедей или символ любви (полноты, плеромы), 7 — число святых таинств веры. На св. Григория Двоеслова ссылался Иоанн Кронштадтский, рассуждая об этом числе.

### Самовлюблённость
Число 153 — это число Армстронга в десятичной системе счисления, такие числа также называют самовлюблёнными:
153 = 13 + 53 + 33
Более того, если взять любое число, кратное трём, получить сумму кубов его цифр, затем проделать аналогичную операцию с полученным результатом и т. д. этот ряд в конце концов сойдётся на числе 153.

## В других областях
- 153 день в году — 2 июня (в високосный год — 1 июня)
- 153 год.
- 153 год до н. э.
- (153) Хильда — один из крупнейших астероидов главного пояса.